# Openbaar onderzoek

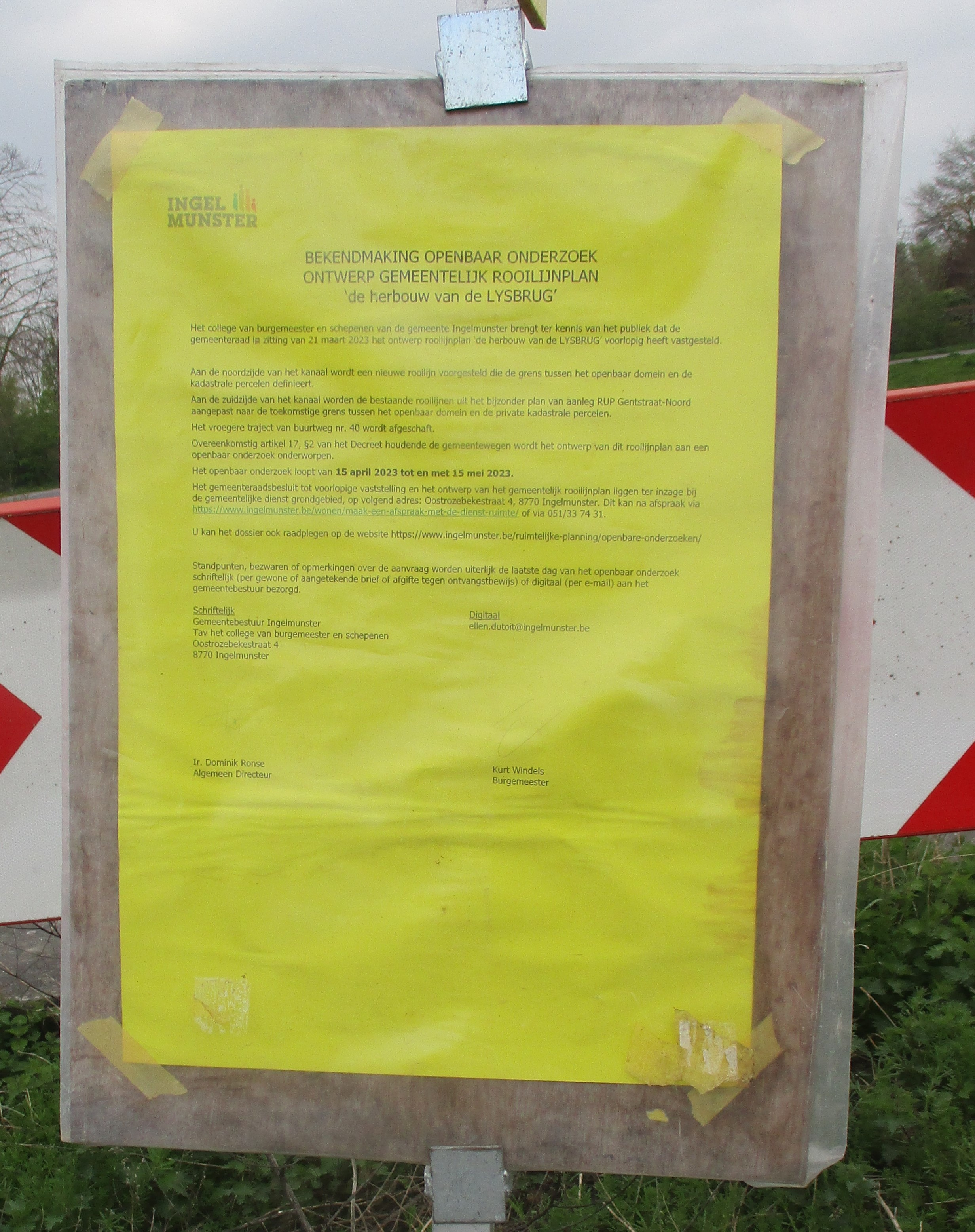
Openbaar onderzoek voor een ontwerp van gemeentelijk rooilijnplan in Ingelmunster.

Een openbaar onderzoek is een wettelijk geregelde procedure waarbij iedereen inzage krijgt in een openbaar document, onder meer bij ruimtelijke ordening en milieuwetgeving. De procedure is gebruikelijk in onder meer België en Frankrijk.
Een openbaar onderzoek wordt in België bekendgemaakt door middel van een aanplakking van een gele affiche op de plaats van de aanvraag. Tijdens een openbaar onderzoek, dat een bepaald aantal dagen duurt, krijgen belanghebbenden de kans om bezwaar en opmerkingen in te dienen. Dit is verplicht bij bijvoorbeeld de opmaak van een ruimtelijk uitvoeringsplan of bij sommige omgevingsvergunningsaanvragen. Pas na het openbaar onderzoek kan het plan definitief worden goedgekeurd.